# Первомайськ (Нагорський район)
Первома́йськ (рос. Первомайск) — селище у складі Нагорського району Кіровської області, Росія. Входить до складу Синьогорського сільського поселення.
Населення становить 179 осіб (2010, 389 у 2002).
Національний склад станом на 2002 рік — росіяни 95 %.